# NGC 1588
NGC 1588 je galaksija u zviježđu Biku.

## Vanjske poveznice
- SEDS: NGC 1588